# Yuzu (emulador)
Yuzu (estilizado como yuzu), fue un proyecto para desarrollar un emulador libre y de código abierto de Nintendo Switch. Se anunció que Yuzu estaría en desarrollo el 14 de enero de 2018, 10 meses después del lanzamiento de Nintendo Switch. Estaba desarrollado en C++. 
El emulador estaba escrito por los desarrolladores del emulador de Nintendo 3DS Citra, con un código significativo compartido entre los proyectos. Originalmente, Yuzu solo admitía programas de prueba y homebrew, pero a partir de julio de 2019, algunos juegos funcionaban sin problemas. Cuando estaba activo, el sitio web oficial mantenía una lista de juegos que eran compatibles con el emulador. El emulador fue cerrado por una demanda de Nintendo el 4 de marzo de 2024.

## Características
Yuzu utilizaba un servicio de red llamado Boxcat como reemplazo de la red de contenido dinámico BCAT de Nintendo.
Yuzu también ofrecía una función de cambio de escala de resolución que simulaba resoluciones acopladas, desacopladas y más allá de las nativas.
En diciembre de 2019, Yuzu agregó un renderizador Vulkan experimental a su compilación de acceso anticipado. A partir de abril de 2020, este renderizador Vulkan también se utilizaría para reconstruir la compatibilidad con MacOS a través de MoltenVK, ya que el equipo de Yuzu dejó de mantener las versiones de Yuzu para MacOS después de que Apple desaprovechara OpenGL. 
El 9 de mayo de 2020, el equipo de desarrollo anunció una actualización que incluía una emulación de CPU multinúcleo experimental.

## Recepción
En octubre de 2018, Kotaku publicó un artículo en el que señalaba que era posible jugar a Super Mario Odyssey. El autor del artículo expresó su preocupación por la capacidad de Yuzu para emular juegos que estaban disponibles comercialmente en ese momento.
PC Gamer notó que el emulador podía ejecutar Pokémon Let's Go, Pikachu! y Let's Go, Eevee! poco después del lanzamiento de los juegos, aunque con problemas de audio.
En octubre de 2019, Gizmodo publicó un artículo en el que señalaba que Yuzu pudo emular algunos juegos a una velocidad de fotogramas aproximadamente a la par con el hardware real de la consola.

## Cierre
El emulador Yuzu dejó de desarrollarse debido a una demanda por parte de Nintendo por lucrar con sus videojuegos e incitar a sus usuarios a usar copias ilegales para jugar a Zelda: Tears of the Kingdom antes de su lanzamiento. El 4 de marzo de 2024 en su cuenta de X, los creadores llegaron a un acuerdo quedando obligados a compensar los daños por 2,4 millones de dólares, así como la prohibición de continuar con el desarrollo de Yuzu y Citra de forma permanente cerrando su repositorio de Github y su página web yuzu-emu.org.
El fin de Yuzu por parte de Nintendo, tuvo gran impacto en el mundo de la emulación que otros proyectos como lo son Pizza Boy en Android y AetherSX2 descontinuaron sus emuladores de la tienda Play Store, el desarrollo de Ryujinx, Strato y otros proyectos para emular Switch fueron descontinuados, y el desarrollador líder de Yuzu se alejara de la emulación, poniendo nuevamente en tela de juicio la legalidad de los emuladores y su desarrollo para futuras consolas de videojuegos.

## Sucesor
Dos días después del cierre del emulador Yuzu, en Gitlab empezó a circular el desarrollo de un nuevo emulador por parte la comunidad para Switch también de código abierto llamado Suyu, a diferencia de su antecesor este emulador no permite ninguna clase de monetización, ni el acceso a juegos, guías o keys que son propiedad de Nintendo para preservar el proyecto. Suyu estuvo en desarrollo durante aproximadamente un año y es utilizable, aunque en un principio no se proporcionaba compilado más tarde si se proporcionó la versión ejecutable, este emulador es una versión modificada de Yuzu, por lo tanto en principio debería compartir la compatibilidad con los juegos que tenía este. Tiempo después de haberse eliminado de Github, a la fecha marzo de 2024 su compilado está presente en git. Suyu anunció el cese de su desarrollo el 13 de febrero de 2025 debido, entre otras razones, al desinterés de continuar con el proyecto por parte de sus desarrolladores.
Otro sucesor destacable es Torzu, el cual ha conseguido evadir el cierre gracias a tener su repositorio alojado en los servicios Tor.